# Tomba dei Leopardi
La tomba dei Leopardi è parte della necropoli etrusca dei Monterozzi, a Tarquinia, in Italia. La tomba è una delle opere più significative e importanti dell'arte funeraria etrusca: insieme al resto della necropoli è riconosciuta come patrimonio dell'umanità dall'UNESCO dal 2004. È una tomba a camera, a pianta rettangolare, con tetto a doppio spiovente e con una trave di colmo. L'accesso avviene attraverso un breve corridoio con gradini.
Il suo nome si deve alla raffigurazione di due leopardi rappresentati nello spazio trapezoidale posto di fronte all'ingresso, ritratti con grandi fauci e attorno ad un albero. Le scene dipinte rappresentano un simposio, che si svolge all'aperto, fra alcuni ulivi fruttosi, con uomini e donne sdraiati su triclini mentre consumano il pasto portato loro da giovani servi nudi. Lo stile della tomba risente dell'influenza greca, in particolare della pittura vascolare attica del primo quarto del V secolo a.C.

## Descrizione

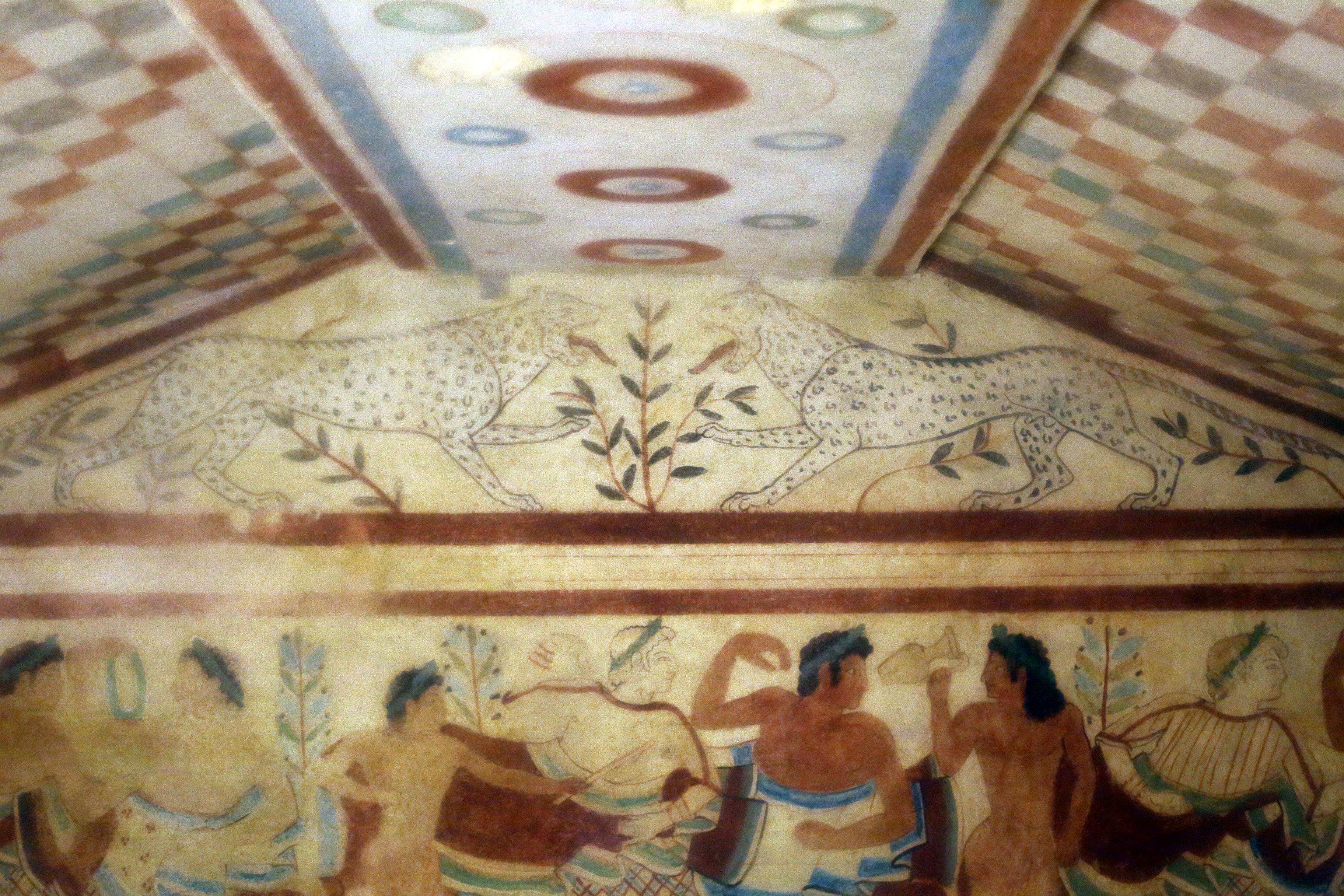
I due leopardi nel frontone della tomba, simboli della morte

Gli spioventi del soffitto sono decorati con file parallele di scacchi bianchi, rossi e verdi. Gli stessi colori ricorrono nelle linee  che delimitano la trave di colmo e nelle serie di cerchi concentrici in campo bianco che si trovano al suo interno.
I Tre Musici è il titolo convenzionalmente dato all'unico affresco sulla parete destra della Tomba dei Leopardi: in esso si vede un danzatore con la coppa insieme a due suonatori. Il danzatore, con una coppa in mano, indossa la tebenna, la tipica veste etrusca. Il suonatore al centro, quello vestito di giallo con linee azzurre e rosse sul vestito, è un giovane che suona un Aulos, mentre quello più a destra della parete (quindi più vicino all'entrata) impugna una cetra. I Tre Musici è uno degli affreschi più conosciuti della Tomba dei Leopardi.
Sulla parete centrale i commensali, tre coppie di sposi sdraiati su letti a coppia, sorseggiano vino e sono ritratti con il capo cinto da un ramo di mirto; due delle donne esibiscono una capigliatura di colore biondo. Sono presenti anche due servi. Nel dipinto gli uomini hanno la carnagione più scura, rossastra e abbronzata, ed hanno tutti il busto scoperto; invece le donne hanno la carnagione molto chiara e i capelli biondi e sono tutte ben vestite, seguendo così le convenzioni artistiche in uso presso i Greci. L'uomo più a destra tiene in mano un uovo, simbolo di rinascita, e lo ostenta. Da questi affreschi è possibile notare la ricchezza di particolari, la cura del corpo e l'abbigliamento degli uomini e delle donne.